# Miguel Bosé
Miguel Luchino González Borloni (Panamaváros, 1956. április 3. –) ismertebb nevén: Miguel Bosé, Latin Grammy-díjas panamai születésű spanyol–olasz énekes és színész. Spanyol és kolumbiai állampolgársággal is rendelkezik.

## Élete

### Gyermekkora
Panamavárosban született, anyja a híres olasz színésznő Lucia Bosé, apja spanyol torreádor, Luis Miguel González Lucas. Művészekkel teli környezetben nőtt fel, hiszen szülei szoros barátságban álltak Picassóval és Hemingwayjel is. A madridi Liceo Francésben volt középiskolás, az 1970-es évek elejétől táncórákat vett Londonban Lindsay Kemptől, Párizsban Martha Graham és New Yorkban Alvin Ailey növendéke volt.

### Énekesi karrierje

#### 1975-1980
1975-ben jelent meg a zenei életben, amikor Camilo Sesto énekes kezdeményezésére, aki a zenét írta és 1977-ben a CBS Records kiadóhoz szerződött. Megjelent első albuma Linda címen, és az Amiga és Mi Libertad dalok is ekkor jelentek meg, ez utóbbi Claudio Baglioni olasz énekes dalának volt spanyol változata. 1978-ban Miguel Bosé címen jelent meg második nagylemeze és az Anna című dalával Európa és Latin-Amerika szerte ismertté vált. 
A következő évben kiadta újabb nagylemezét Chicas! címen, amelyről a Súper, Supermán! című dala vált a legismertebbé. 

#### 1980-1990
1980-ban jelent meg Miguel című újabb nagylemeze, amely karrierjének egyik legjelentősebb lemeze lett. Erről az albumról a Morir de amor és a Te amaré dalok kerültek kislemezre. Utóbbit később több énekessel is duettben adta elő: Daniela Romo mexikói és Laura Pausini olasz énekesnővel. 1981-ben jelent meg újabb nagylemeze Más allá'" címen, amelyről a Marchate ya! című dal került kislemezre, a Bravo muchachos című dala 1982-ben az olasz és a spanyol slágerlistákat vezette.  
1985-ben még nagyobb nemzetközi sikerre tett szert, amikor Amante Bandido és Sevilla című dalai, Latin Amerika-szerte és Spanyolországban a listák első helyén volt. 

#### 2000–2010
2007-ben karrierjének 30 éves évfordulójának alkalmából elkészítette Papito lemezét, amelyen régi dalait dolgozta fel a latin popzene hírességeivel: Alejandro Sanz-szal, Laura Pausinivel, Shakirával, Julieta Venegasszal, Ricky Martinnal, Daniela Romóval és Amaia Monteróval.

### Filmes karrierje
1971-ben lett ismert filmszínészként. Különböző filmekben szerepelt, köztük az 1977-ben forgatott Sóhajok címűben is. Az 1991-es Tűsarok című Pedro Almodóvar film tette a film világában ismertebbé.

## Lemezek
- Ariola kiadónál 
  - Soy ("For Ever For You", kislemez, 1975)
  - Es tan fácil ("Who?", kislemez, 1976)
- CBS kiadónál
  - Linda (1978)
  - Miguel Bosé (1978)
  - ¡Chicas! (1979)
  - Miguel (1980)
  - Más allá (1981)
  - ¡Bravo, muchachos! Los grandes éxitos de Miguel Bosé (1982)
  - Made in Spain (1983)
  - Bandido (1984)
- WEA
  - Salamandra (1986)
  - XXX kiadónál (1987)
  - Los chicos no lloran (1990)
  - Directo 90' (1990)
  - Bajo el signo de Caín (1993)
  - Laberinto (1996)
  - 11 Maneras de ponerse un sombrero (1998)
  - Lo mejor de Bosé (1999)
  - Sereno (2002, a 2003-as Latin Grammy-díj kiosztó nyertese legjobb férfi előadó kategóriában)
  - Por vos muero (2003)
  - Velvetina (2005)
  - Papito (2007)